# Privilne (Pervomàiske)
|  | Per a altres significats, vegeu «Privólnoie». |

Privilne (en (ucraïnès): Привільне, en rus: Привольное, Privólnoie) és un poble de la República Autònoma de Crimea a Ucraïna, que el 2014 tenia 32 habitants. Pertany al districte rural de Pervomàiske.